# 硬膜外腔
硬膜外腔（こうまくがいくう、英：Epidural space）は、解剖学上、硬膜と椎骨(脊椎)の間の潜在的な空間である。
英語の"epidural"は、古代ギリシャ語に由来する。上を意味する"ἐπί"と硬膜を意味する"dura mater"である。ヒトの硬膜外腔には、リンパ管、脊髄神経根、疎性結合織、脂肪組織、小動脈、硬膜静脈洞、および椎骨静脈叢のネットワークが含まれている
硬膜外投与（英: epidural administration）とは脊髄周囲の硬膜外腔に薬剤を注入する投与経路である。この投与経路からは、硬膜外麻酔において、局所麻酔薬やオピオイドが投与される。他に、造影剤などの診断薬、グルココルチコイドなどの薬剤を投与するためにも用いられる。硬膜外腔には、カテーテルを留置し、治療期間中はその場所に留置し続けることも可能である。意図的な硬膜外投与の技術は、1921年にスペインの軍医フィデル・パヘスによって初めて報告された。

## 頭蓋硬膜外腔
頭蓋骨では、硬膜の骨膜層が頭蓋骨の内面に付着し、髄膜層がくも膜の上に重なっている。それらの間に硬膜外腔がある。硬膜の2層は数カ所で分離し、髄膜層は脳実質の奥深くまで突き出し、脳組織を区画する線維性隔壁を形成している。硬膜外腔は、硬膜外静脈洞が存在するのに十分な広さがある。
4つの線維性隔壁がある:
1. 大脳鎌、大脳の左半球と右半球を分ける。上矢状静脈洞と下矢状静脈洞が含まれている。
2. 小脳テント（英語版）、小脳から大脳を分離し、横静脈洞、直静脈洞、および上錐体洞を含む。
3. 鞍隔膜、下垂体窩を上側から囲み、下垂体を保護している。前洞と後洞を含む。
4. 小脳鎌（英語版）、左右の小脳半球を分離し、後頭洞を含む。

病的な状態では、血液などの液体がこの空間を満たすことがある。たとえば、断裂した髄膜動脈(多くの場合中硬膜動脈)または硬膜静脈洞(まれに)がこの潜在的な空間に出血し、硬膜外血腫を引き起こす可能性がある。

## 脊髄硬膜外腔
脊柱管において、骨膜層は、椎体によって形成される脊柱管の内面に付着する。髄膜層は、くも膜脊髄の上にある。椎骨と硬膜鞘の間には脊髄硬膜外腔がある。頭蓋硬膜外腔とは異なり、脊髄硬膜外腔には脂肪組織、内椎骨静脈叢、および脊髄神経根が含まれる。
硬膜外腔は頸部で最も小さく、1～2mmである。第2～第3腰椎で5～6mmまで拡大する。その後、腰椎下部および仙骨部まで徐々に拡大する。ただし、第1仙椎レベルで2mmまで、腰部中央部以降でサイズが減少するという説もある。硬膜外麻酔はこの腔に局所麻酔薬を注入することにより、行われる。麻酔科の文献やカルテに単に硬膜外腔と記載されていれば、ほぼ、この脊髄硬膜外腔である。